# Podpeč pri Šentvidu
Podpeč pri Šentvidu je naselje u slovenskoj Općini Šentjuru. Podpeč pri Šentvidu se nalazi u pokrajini Štajerskoj i statističkoj regiji Savinjskoj. 

## Stanovništvo
Prema popisu stanovništva iz 2002. godine naselje je imalo 69 stanovnika.